# Crazy on You
«Crazy on You» es el primer sencillo de la banda estadounidense Heart, en su álbum debut Dreamboat Annie, editado en 1976. La canción se introduce en el hard rock que fue la firma de sonido de la banda en los primeros años. La letra de la canción habla del deseo de una mujer de olvidar todos los problemas del mundo durante una noche de lujuria y pasión, según Ann Wilson, las letras fueron escritas bajo la influencia de setas.
Abanderada por el sello canadiense Mushroom Records, la canción llegó a ser la primera entrada de Heart en las listas de Estados Unidos, llegando al número 35 en el Billboard Hot 100. Dos años después, el sencillo fue reeditado por Mushroom, esta vez consiguiendo la posición 62 en los Estados Unidos.
A pesar del relativo poco éxito en las listas en 1976, Crazy on You sigue siendo una de las canciones abanderadas de Heart y aún suena en las emisoras de radio de rock clásico en Estados Unidos.
Eminem introdujo una parte de esta canción en su canción Crazy in Love.
"Crazy on you" aparece en el videojuego para PlayStation 2 y Xbox 360 de música Guitar Hero II.

## Personal
- Ann Wilson – voz
- Nancy Wilson – guitarras
- Roger Fisher – guitarras
- Steve Fossen – bajo
- Howard Leese – batería

## Posicionamiento
| Lista (1976)              | Posición |
| ------------------------- | -------- |
| Australia                 | 70       |
| Bélgica                   | 13       |
| Canadá                    | 25       |
| Países Bajos              | 4        |
| Francia                   | 1        |
| EE. UU. Billboard Hot 100 | 35       |